# Byung-Chol Lee
Byung-Chol Lee est un astronome sud-coréen.

## Biographie
Le Centre des planètes mineures le crédite de la découverte de trente-six astéroïdes, effectuée entre 2000 et 2002, tous avec la collaboration de Young-Beom Jeon.
| (34666) Bohyunsan  | 4 décembre 2000  |
| (63145) Choemuseon | 4 décembre 2000  |
| (63156) Yicheon    | 5 décembre 2000  |
| (72021) Yisunji    | 4 décembre 2000  |
| (72059) Heojun     | 21 décembre 2000 |